# Callum Ilott
Callum Ilott (Cambridge; 11 de noviembre de 1998) es un piloto de automovilismo británico. Fue miembro del Equipo Júnior de Red Bull y de la Academia de pilotos de Ferrari, y piloto reserva de Alfa Romeo en Fórmula 1 en 2020 y 2021. Ha competido en IndyCar Series con Juncos Hollinger Racing y Arrow McLaren, y en el Campeonato Mundial de Resistencia de la FIA con Jota Sport. En 2025 vuelve a IndyCar con Prema Racing.
Fue tercero de GP3 Series en 2018 como debutante y subcampeón del Campeonato de Fórmula 2 de la FIA en 2020. En resistencia destaca su tercera posición en las 24 Horas de Le Mans 2021 en la categoría GTE Am en su primera participación.

## Carrera deportiva

### Inicios

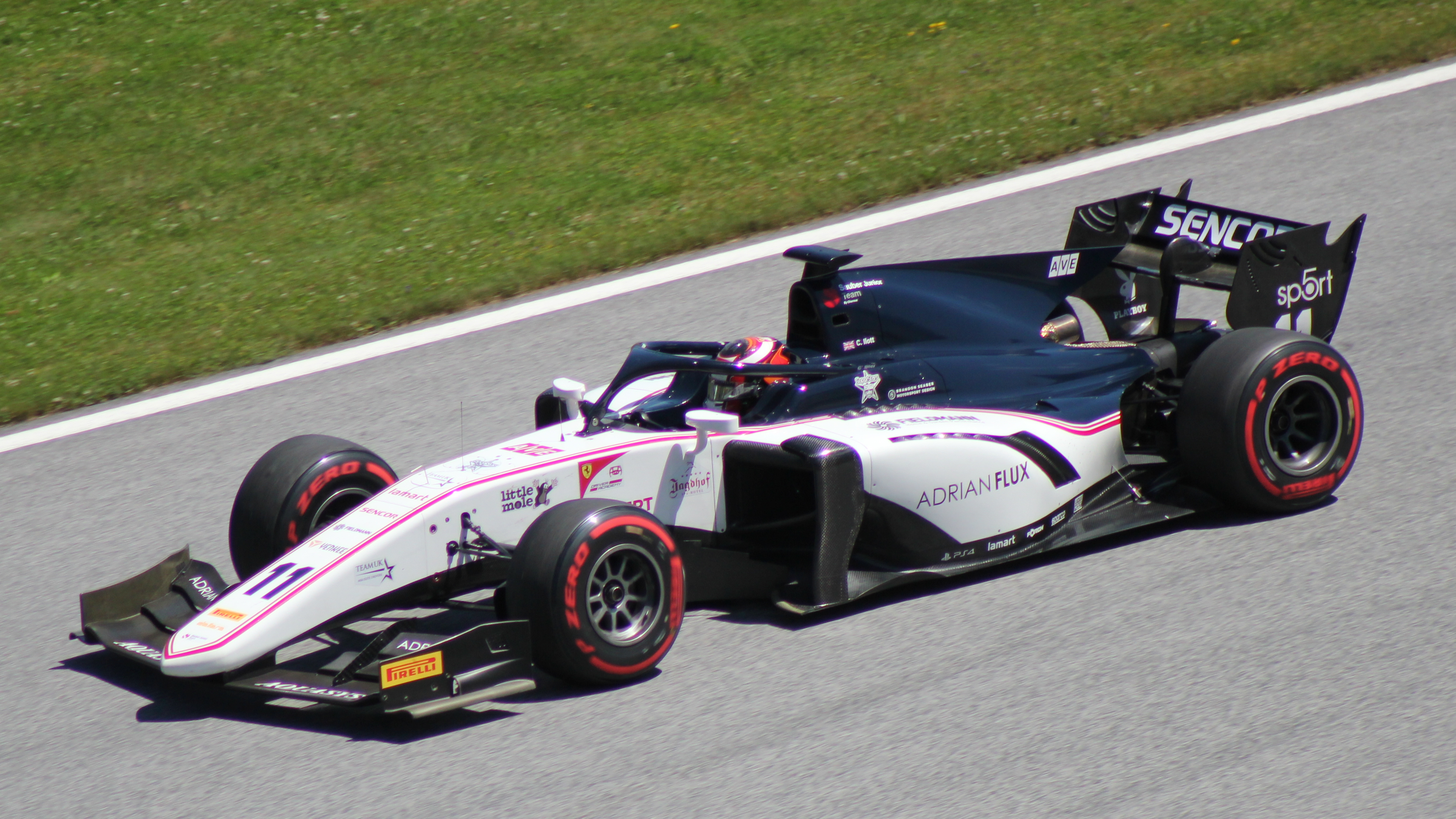
Callum Ilott en Fórmula 2 2019.

Fue tercero en la categoría GP3 Series en 2018 en su año de debutante y compitió en el Campeonato de Fórmula 2 de la FIA durante las dos siguientes temporadas. En 2019 corrió para Charouz y en 2020 fue piloto de Virtuosi Racing. Logró su primer triunfo en la primera carrera de la temporada vigente, en Austria. Rondas después, tomó la punta del campeonato tras sumar un nuevo triunfo, finalmente acabando subcampeón de la categoría.

### Pruebas en Fórmula 1
En septiembre de 2020, fue confirmado como tercer piloto de Haas F1 Team y estaba planeado que conduciría el VF-20 en los entrenamientos libres del Gran Premio de Eifel de Fórmula 1, pero no fue posible debido a las malas condiciones climáticas. Dos meses después, fue confirmada su participación en los tests postemporada en Abu Dabi con Alfa Romeo ORLEN.
En 2021 fue tercer piloto del equipo Alfa Romeo, disputando los entrenamientos libres de Portugal y Austria.

### IndyCar Series y WEC
En septiembre debutó en la IndyCar Series con la escudería Juncos Racing durante tres carreras. Posteriormente, disputó dos temporadas completas con el equipo, logrando dos quintos puestos como mejor resultado.
Tras dejar la IndyCar en 2024, firmó con Jota Sport para competir en Campeonato Mundial de Resistencia de la FIA (WEC), con un Porsche 963 de la clase principal. Junto a Will Stevens, ganaron las 6 Horas de Spa.
Una semana después de su debut en el WEC, Ilott volvió a IndyCar para sustituir al lesionado David Malukas en el equipo Arrow McLaren, y nuevamente en mayo para disputar las 500 Millas de Indianápolis.En 2025, volverá a IndyCar Series de la mano de Prema Racing, que se estrena en la categoría.

## Resumen de carrera
| Temporada | Categoría                                              | Equipo                          | Carreras          | Victorias         | Poles             | VR                | Podios            | Puntos            | Pos.              |
| --------- | ------------------------------------------------------ | ------------------------------- | ----------------- | ----------------- | ----------------- | ----------------- | ----------------- | ----------------- | ----------------- |
| 2015      | Campeonato Europeo de Fórmula 3 de la FIA              | Carlin                          | 33                | 0                 | 0                 | 0                 | 1                 | 65.5              | 12.º              |
| 2015      | Masters de Fórmula 3                                   | Carlin                          | 1                 | 0                 | 0                 | 0                 | 0                 | N/A               | 8.º               |
| 2015      | Gran Premio de Macao                                   | Carlin                          | 1                 | 0                 | 0                 | 0                 | 0                 | N/A               | DNF               |
| 2015      | Toyota Racing Series                                   | ETEC Motorsport                 | 16                | 0                 | 0                 | 1                 | 0                 | 358               | 16.º              |
| 2016      | Campeonato Europeo de Fórmula 3 de la FIA              | Van Amersfoort Racing           | 30                | 2                 | 2                 | 3                 | 6                 | 226               | 6.º               |
| 2016      | Masters de Fórmula 3                                   | Van Amersfoort Racing           | 1                 | 0                 | 0                 | 0                 | 0                 | N/A               | 4.º               |
| 2016      | Gran Premio de Macao                                   | Van Amersfoort Racing           | 1                 | 0                 | 0                 | 0                 | 0                 | N/A               | 5.º               |
| 2017      | Campeonato Europeo de Fórmula 3 de la FIA              | Prema Powerteam                 | 30                | 6                 | 10                | 9                 | 11                | 344               | 4.º               |
| 2017      | Campeonato de Fórmula 2 de la FIA                      | Trident                         | 2                 | 0                 | 0                 | 0                 | 0                 | 0                 | 26.º              |
| 2018      | GP3 Series                                             | ART Grand Prix                  | 18                | 2                 | 1                 | 2                 | 7                 | 167               | 3.º               |
| 2018      | Gran Premio de Macao                                   | Carlin                          | 1                 | 0                 | 0                 | 0                 | 0                 | N/A               | 7.º               |
| 2019      | Campeonato de Fórmula 2 de la FIA                      | Sauber Junior Team by Charouz   | 23                | 0                 | 1                 | 0                 | 2                 | 74                | 11.º              |
| 2019      | Gran Premio de Macao                                   | Sauber Junior Team by Charouz   | 1                 | 0                 | 0                 | 0                 | 0                 | N/A               | 6.º               |
| 2020      | Campeonato de Fórmula 2 de la FIA                      | UNI-Virtuosi Racing             | 24                | 3                 | 5                 | 1                 | 6                 | 201               | 2.º               |
| 2020      | Fórmula 1                                              | Alfa Romeo Racing ORLEN         | Piloto de pruebas | Piloto de pruebas | Piloto de pruebas | Piloto de pruebas | Piloto de pruebas | Piloto de pruebas | Piloto de pruebas |
| 2021      | GT World Challenge Europe Endurance Cup                | Iron Lynx                       | 5                 | 0                 | 0                 | 1                 | 0                 | 27                | 11.º              |
| 2021      | Fórmula 1                                              | Alfa Romeo Racing ORLEN         | Piloto de pruebas | Piloto de pruebas | Piloto de pruebas | Piloto de pruebas | Piloto de pruebas | Piloto de pruebas | Piloto de pruebas |
| 2021      | 24 Horas de Le Mans - GTE Am                           | Iron Lynx                       | 1                 | 0                 | 0                 | 0                 | 1                 | N/A               | 3.º               |
| 2021      | Intercontinental GT Challenge                          | Iron Lynx Motorsport Lab        | 1                 | 0                 | 0                 | 0                 | 0                 | 0                 | NC                |
| 2021      | Intercontinental GT Challenge                          | AF Corse - Francorchamps Motors | 1                 | 0                 | 0                 | 0                 | 0                 | 0                 | NC                |
| 2021      | IndyCar Series                                         | Juncos Hollinger Racing         | 3                 | 0                 | 0                 | 0                 | 0                 | 18                | 38.º              |
| 2022      | IndyCar Series                                         | Juncos Hollinger Racing         | 16                | 0                 | 0                 | 0                 | 0                 | 219               | 20.º              |
| 2023      | IndyCar Series                                         | Juncos Hollinger Racing         | 17                | 0                 | 0                 | 0                 | 0                 | 266               | 16.º              |
| 2024      | Campeonato Mundial de Resistencia de la FIA - Hypercar | Hertz Team Jota                 | 8                 | 1                 | 0                 | 0                 | 2                 | 70                | 7.º               |
| 2024      | IndyCar Series                                         | Arrow McLaren                   | 2                 | 0                 | 0                 | 0                 | 0                 | 39                | 33.º              |
| 2025      | IMSA SportsCar Championship - LMP2                     | Pratt Miller Motorsports        | Disputándose      | Disputándose      | Disputándose      | Disputándose      | Disputándose      | Disputándose      | Disputándose      |
| 2025      | IndyCar Series                                         | Prema Racing                    | Disputándose      | Disputándose      | Disputándose      | Disputándose      | Disputándose      | Disputándose      | Disputándose      |
| Fuente:   |                                                        |                                 |                   |                   |                   |                   |                   |                   |                   |

## Resultados

### Campeonato Europeo de Fórmula 3 de la FIA
(Clave) (negrita indica pole position) (cursiva indica vuelta rápida)

| Año     | Escudería             | 1         | 2        | 3        | 4         | 5       | 6        | 7         | 8        | 9        | 10       | 11       | 12       | 13        | 14       | 15      | 16       | 17       | 18      | 19       | 20       | 21        | 22       | 23       | 24       | 25       | 26        | 27        | 28        | 29        | 30        | 31       | 32       | 33      | Pos. | Puntos |
| ------- | --------------------- | --------- | -------- | -------- | --------- | ------- | -------- | --------- | -------- | -------- | -------- | -------- | -------- | --------- | -------- | ------- | -------- | -------- | ------- | -------- | -------- | --------- | -------- | -------- | -------- | -------- | --------- | --------- | --------- | --------- | --------- | -------- | -------- | ------- | ---- | ------ |
| 2015    | Carlin                | SIL 1 10  | SIL 2 19 | SIL 3 9  | HOC 1 13  | HOC 2 5 | HOC 3 10 | PAU 1 11  | PAU 2 15 | PAU 3 16 | MNZ 1 20 | MNZ 2 14 | MNZ 3 15 | SPA 1 14  | SPA 2 11 | SPA 3 4 | NOR 1 11 | NOR 2 16 | NOR 3 7 | ZAN 1 11 | ZAN 2 12 | ZAN 3 22  | RBR 1 30 | RBR 2 12 | RBR 3 10 | ALG 1 16 | ALG 2 26† | ALG 3 11  | NÜR 1 3   | NÜR 2 9   | NÜR 3 8   | HOC 1 15 | HOC 2 11 | HOC 3 5 | 12.º | 65.5   |
| 2016    | Van Amersfoort Racing | LEC 1 10  | LEC 2 1  | LEC 3 12 | HUN 1 Ret | HUN 2 9 | HUN 3 6  | PAU 1 5   | PAU 2 3  | PAU 3 4  | RBR 1    | RBR 2 4  | RBR 3 2  | NOR 1 Ret | NOR 2 7  | NOR 3 7 | ZAN 1 5  | ZAN 2 3  | ZAN 3 6 | SPA 1 16 | SPA 2 5  | SPA 3 Ret | NÜR 1 5  | NÜR 2 7  | NÜR 3 4  | IMO 1 15 | IMO 2 Ret | IMO 3     | HOC 1 Ret | HOC 2 DSQ | HOC 3 Ret |          |          |         | 6.º  | 226    |
| 2017    | Prema Powerteam       | SIL 1 Ret | SIL 2    | SIL 3 1  | MNZ 1 9   | MNZ 2 7 | MNZ 3 1  | PAU 1 Ret | PAU 2 3  | PAU 3 2  | HUN 1 5  | HUN 2 1  | HUN 3 2  | NOR 1 Ret | NOR 2 9  | NOR 3 9 | SPA 1 14 | SPA 2 6  | SPA 3 4 | ZAN 1 5  | ZAN 2 1  | ZAN 3 19  | NÜR 1 4  | NÜR 2 3  | NÜR 3 4  | RBR 1    | RBR 2 4   | RBR 3 Ret | HOC 1 4   | HOC 2 1   | HOC 3 5   |          |          |         | 4.º  | 344    |
| Fuente: |                       |           |          |          |           |         |          |           |          |          |          |          |          |           |          |         |          |          |         |          |          |           |          |          |          |          |           |           |           |           |           |          |          |         |      |        |

### Campeonato de Fórmula 2 de la FIA
(Clave) (negrita indica pole position) (cursiva indica vuelta rápida puntuable)

| Año  | Escudería                     | 1    | 1    | 2    | 2    | 3   | 3   | 4    | 4    | 5    | 5    | 6   | 6   | 7   | 7   | 8   | 8   | 9   | 9   | 10  | 10  | 11   | 11   | 12   | 12   | Pos. | Puntos | Ref.   |
| ---- | ----------------------------- | ---- | ---- | ---- | ---- | --- | --- | ---- | ---- | ---- | ---- | --- | --- | --- | --- | --- | --- | --- | --- | --- | --- | ---- | ---- | ---- | ---- | ---- | ------ | ------ |
| 2017 | Trident                       | SAK  | SAK  | BAR  | BAR  | MON | MON | BAK  | BAK  | SPI  | SPI  | SIL | SIL | BUD | BUD | SPA | SPA | MNZ | MNZ | JER | JER | YMC  | YMC  |      |      | 26.º | 0      | [ 17 ] |
| 2017 | Trident                       |      |      |      |      |     |     |      |      |      |      | 19  | 14  |     |     |     |     |     |     |     |     |      |      |      |      | 26.º | 0      | [ 17 ] |
| 2019 | Sauber Junior Team by Charouz | SAK  | SAK  | BAK  | BAK  | BAR | BAR | MON  | MON  | LEC  | LEC  | SPI | SPI | SIL | SIL | BUD | BUD | SPA | SPA | MNZ | MNZ | SOC  | SOC  | YMC  | YMC  | 11.º | 74     | [ 18 ] |
| 2019 | Sauber Junior Team by Charouz | 14   | 16   | Ret  | 9    | 8   | 3   | DNS  | 14   | Ret  | 8    | 14  | 9   | 8   | 4   | 10  | 10  | C   | C   | 4   | 12  | 9    | 3    | 5    | 4    | 11.º | 74     | [ 18 ] |
| 2020 | UNI-Virtuosi Racing           | SPI1 | SPI1 | SPI2 | SPI2 | BUD | BUD | SIL1 | SIL1 | SIL2 | SIL2 | BAR | BAR | SPA | SPA | MNZ | MNZ | MUG | MUG | SOC | SOC | SAK1 | SAK1 | SAK2 | SAK2 | 2.º  | 201    | [ 19 ] |
| 2020 | UNI-Virtuosi Racing           | 1    | 9    | 5    | 5    | 8   | 2   | 5    | Ret  | 1    | 6    | 5   | 8   | 10  | Ret | 6   | 1   | 12  | 6   | 3   | 7   | 2    | 16   | 5    | 10   | 2.º  | 201    | [ 19 ] |

### GP3 Series
(Clave) (negrita indica pole position) (cursiva indica vuelta rápida puntuable)

| Año  | Escudería      | 1   | 1   | 2   | 2   | 3   | 3   | 4   | 4   | 5   | 5   | 6   | 6   | 7   | 7   | 8   | 8   | 9   | 9   | Pos. | Puntos | Ref.   |
| ---- | -------------- | --- | --- | --- | --- | --- | --- | --- | --- | --- | --- | --- | --- | --- | --- | --- | --- | --- | --- | ---- | ------ | ------ |
| 2018 | ART Grand Prix | BAR | BAR | LEC | LEC | SPI | SPI | SIL | SIL | BUD | BUD | SPA | SPA | MNZ | MNZ | SOC | SOC | YMC | YMC | 3.º  | 167    | [ 20 ] |
| 2018 | ART Grand Prix | 3   | 7   | 8   | 1   | 1   | 6   | 3   | 5   | 6   | 2   | 6   | 3   | 3   | DSQ | 13  | 18  | 4   | 4   | 3.º  | 167    | [ 20 ] |

### Fórmula 1
(Clave) (negrita indica pole position) (cursiva indica vuelta rápida)

| Año     | Escudería               | 1   | 2   | 3      | 4   | 5   | 6   | 7   | 8   | 9      | 10  | 11  | 12  | 13  | 14  | 15  | 16  | 17  | 18  | 19  | 20  | 21  | 22  | Pos. | Puntos |
| ------- | ----------------------- | --- | --- | ------ | --- | --- | --- | --- | --- | ------ | --- | --- | --- | --- | --- | --- | --- | --- | --- | --- | --- | --- | --- | ---- | ------ |
| 2021    | Alfa Romeo Racing ORLEN | BHR | EMI | POR TD | ESP | MON | AZE | FRA | EST | AUT TD | GBR | HUN | BEL | NED | ITA | RUS | TUR | USA | MEX | SÃO | QAT | ARA | ABU |      |        |
| Fuente: |                         |     |     |        |     |     |     |     |     |        |     |     |     |     |     |     |     |     |     |     |     |     |     |      |        |

### 24 Horas de Le Mans
| Año     | Equipo          | Copilotos                        | Automóvil           | Clase    | Vueltas | Pos. | Pos. Clase |
| ------- | --------------- | -------------------------------- | ------------------- | -------- | ------- | ---- | ---------- |
| 2021    | Iron Lynx       | Matteo Cressoni Rino Mastronardi | Ferrari 488 GTE Evo | GTE Am   | 338     | 27.º | 3.º        |
| 2024    | Hertz Team Jota | Norman Nato Will Stevens         | Porsche 963         | Hypercar | 311     | 8.º  | 8.º        |
| Fuente: |                 |                                  |                     |          |         |      |            |

### IndyCar Series
(Clave) (negrita indica pole position) (cursiva indica vuelta rápida)

| Año     | Equipo                  | Motor     | 1      | 2       | 3      | 4      | 5      | 6       | 7      | 8      | 9      | 10     | 11     | 12     | 13     | 14     | 15     | 16     | 17     | 18  | Pos. | Puntos |
| ------- | ----------------------- | --------- | ------ | ------- | ------ | ------ | ------ | ------- | ------ | ------ | ------ | ------ | ------ | ------ | ------ | ------ | ------ | ------ | ------ | --- | ---- | ------ |
| 2021    | Juncos Hollinger Racing | Chevrolet | ALA    | STP     | TXS    | TXS    | IMS    | INDY    | DET    | DET    | ROA    | MDO    | NSH    | IMS    | GTW    | POR 25 | LAG 22 | LBH 26 |        |     | 38.º | 18     |
| 2022    | Juncos Hollinger Racing | Chevrolet | STP 19 | TXS 16  | LBH 24 | ALA 25 | IMS 8  | INDY 32 | DET    | ROA 11 | MDO 23 | TOR 14 | IOW 12 | IOW 11 | IMS 14 | NSH 15 | GTW 21 | POR 9  | LAG 26 |     | 20.º | 219    |
| 2023    | Juncos Hollinger Racing | Chevrolet | STP 5  | TXS 9   | LBH 19 | ALA 13 | IMS 18 | INDY 12 | DET 27 | ROA 18 | MDO 16 | TOR 18 | IOW 15 | IOW 14 | NSH 12 | IMS 17 | GAT 27 | POR 15 | LAG 5  |     | 16.º | 266    |
| 2024    | Arrow McLaren           | Chevrolet | STP 11 | THE DNQ | LBH    | ALA    | IGP    | INDY 11 | DET    | ROA    | LAG    | MDO    | IOW    | IOW    | TOR    | GAT    | POR    | MIL    | MIL    | NSH | 33.º | 39     |
| 2025*   | Prema Racing            | Chevrolet | STP 19 | THE 26  | LBH 21 | ALA 23 | IGP 22 | INDY 33 | DET 26 | GAT 18 | ROA 15 | MDO 13 | IOW 23 | IOW 21 | TOR 8  | LAG 6  | POR 6  | MIL    | NSH    |     | 22.º | 191    |
| Fuente: |                         |           |        |         |        |        |        |         |        |        |        |        |        |        |        |        |        |        |        |     |      |        |

- * Temporada en progreso.